# انطون فيشر
انطون فيشر (بالألمانية: Anton Fischer)‏ (و. 1840 – 1912 م) هو عالم عقيدة، وكاهن كاثوليكي، وسياسي من الاتحاد الألماني، والإمبراطورية الألمانية، ولد في يوليش، شارك في المجمع المغلق 1903، توفي في باد نوينار-آرفايلر، عن عمر يناهز 72 عاماً.

## مناصب
تولى منصب كاردينال (منذ 22 يونيو 1903)
- مطران كاثوليكي  [لغات أخرى]‏ (1902–1912)
- أسقف كاثوليكي (منذ 1 مايو 1889)
- أسقف مساعد  [لغات أخرى]‏ (منذ 1889)[1]
- أسقف عنواني  [لغات أخرى]‏ (منذ 1889)[1]
- عضو مجلس النواب البروسي اللوردات ‏

.

## التعليم
تعلم في جامعة توبنغن، وتعلم في جامعة بون، وتعلم في جامعة مونستر
.

## جوائز
حصل على جوائز منها:

Knight Grand Cross in the Order of the Holy Sepulchre ‏